# Normální objektiv

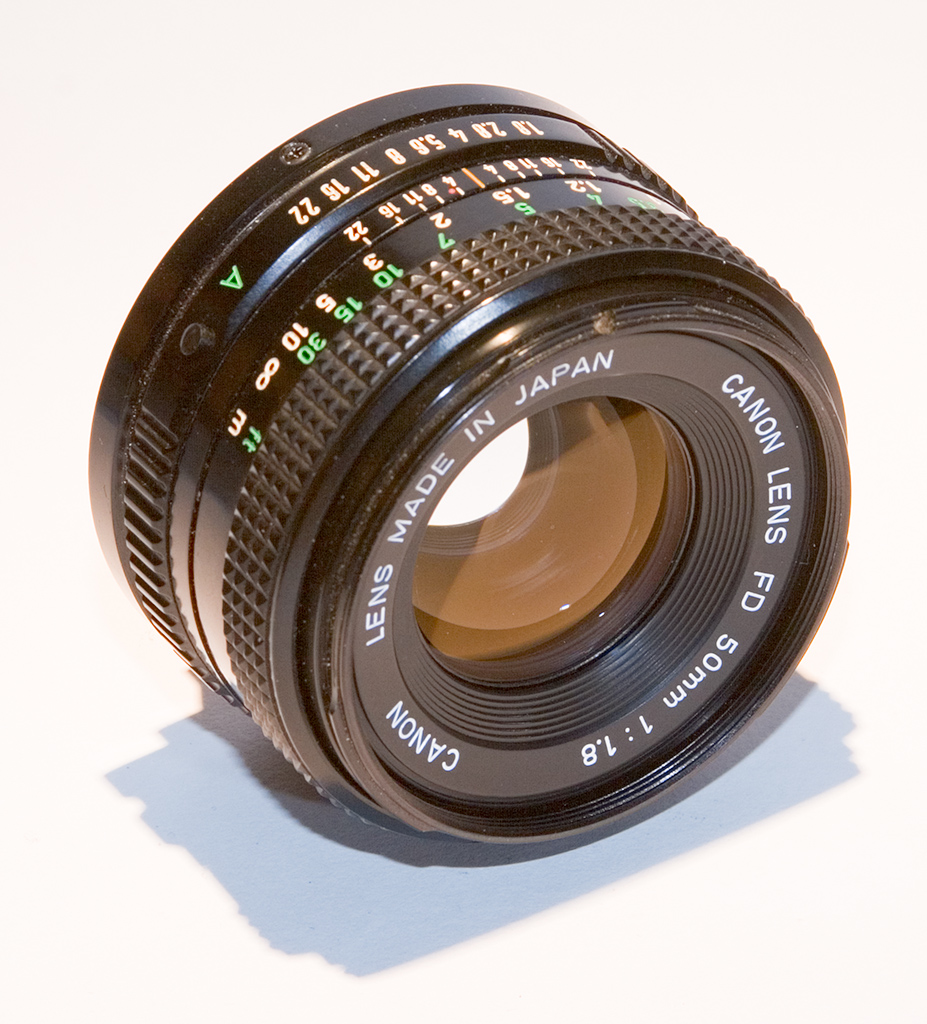
Normální objektiv 50 mm

Ve fotografii a kinematografii se pojmem normální objektiv označuje takový objektiv, který vytváří obrazy, které obecně mají „přirozenou“ perspektivu v porovnání s objektivy delších nebo kratších ohniskových vzdáleností.
Objektivy kratších ohniskových vzdáleností se nazývají širokoúhlé objektivy a objektivy delších ohniskových vzdáleností se nazývají teleobjektivy.

## Fotografie
Ve fotografii je normální objektiv myšlený takový objektiv, jehož ohnisková vzdálenost je přibližně ekvivalentní s úhlopříčkou obrazu projektovaného uvnitř fotoaparátu. Toto zhruba sbližuje perspektivu vnímanou lidským viděním.
Standardní normální objektivy pro různé formáty filmu ve fotografii jsou:
| Formát filmu                   | Rozměry obrazu           | Úhlopříčka obrazu | Ohnisková vzdálenost normálního objektivu |
| ------------------------------ | ------------------------ | ----------------- | ----------------------------------------- |
| APS C                          | 16,7 × 25,1 mm           | 30,15 mm          | 28 mm, 35 mm                              |
| 135                            | 24 × 36 mm               | 43,27 mm          | 50 mm, 45 mm                              |
| 120/220, 6 × 4,5 (645)         | 56 × 45 mm               | 71,84 mm          | 75 mm                                     |
| 120/220, 6 × 6                 | 56 × 56 mm               | 79,20 mm          | 80 mm                                     |
| 120/220, 6 × 7                 | 56 × 68 mm               | 88,09 mm          | 90 mm                                     |
| 120/220, 6 × 9                 | 56 × 84 mm               | 100,96 mm         | 105 mm                                    |
| velký formát 4 × 5 sheet film  | 101,6 × 127 mm (4 × 5")  | 162,64 mm         | 150 mm                                    |
| velký formát 8 × 10 sheet film | 203,2 × 254 mm (8 × 10") | 325,27 mm         | 355 mm (14")                              |

Pro 35mm fotoaparát s úhlopříčkou 43 mm je nejpoužívanější normální objektiv 50 mm, ale ohniskové vzdálenosti mezi přibližně 40 a 58 mm jsou také považovány za normální.
Ohniskovou vzdálenost 50 mm vybral Oscar Barnack, konstruktér fotoaparátu Leica, jako kompromis mezi teoretickou hodnotou a dobrou ostrostí, protože technologie objektivů té doby umožňovala dosáhnout optimální ostrosti s objektivem s o něco delší ohniskovou vzdáleností.

## Digitální fotografie
V digitální fotografii je situace složitější. Průměr typu senzoru není průměr senzoru.
| Typ senzoru     | Průměr tubusu TV* | Rozměry obrazu   | Úhlopříčka obrazu | Ohnisková vzdálenost normálního objektivu** |
| --------------- | ----------------- | ---------------- | ----------------- | ------------------------------------------- |
| 1/3,6"          | 7,1 mm            | 4,00 × 3,00 mm   | 5,00 mm           | 5 mm                                        |
| 1/3,2"          | 7,9 mm            | 4,54 × 3,42 mm   | 5,68 mm           | 5,7 mm                                      |
| 1/3"            | 8,5 mm            | 4,80 × 3,60 mm   | 6,00 mm           | 6 mm                                        |
| 1/2,7"          | 9,4 mm            | 5,37 × 4,04 mm   | 6,72 mm           | 6,7 mm                                      |
| 1/2,5"          | 10,2 mm           | 5,76 × 4,29 mm   | 7,2 mm            | 7 mm                                        |
| 1/2"            | 12,7 mm           | 6,40 × 4,80 mm   | 8,00 mm           | 8 mm                                        |
| 1/1,8"          | 14,1 mm           | 7,18 × 5,32 mm   | 8,93 mm           | 9 mm                                        |
| 1/1,7"          | 14,9 mm           | 7,60 × 5,70 mm   | 9,50 mm           | 9,5 mm                                      |
| 1/1,6"          | 15,9 mm           |                  |                   | 10,5 mm                                     |
| 2/3"            | 16,9 mm           | 8,80 × 6,60 mm   | 11,00 mm          | 11 mm                                       |
| 1"              | 25,4 mm           | 12,80 × 9,60 mm  | 16,00 mm          | 16 mm                                       |
| 4/3"            | 33,9 mm           | 18,00 × 13,50 mm | 22,50 mm          | 23 mm                                       |
| (APS-C) 1/8"    | 45,7 mm           | 22,70 × 15,10 mm | 27,3 mm           | 27 mm                                       |
| DX              | n/a               | 23,7 × 15,8      | 28,40 mm          | 28 mm                                       |
| FF (35 mm film) | n/a               | 36 × 24 mm       | 43,30 mm          | 50 mm                                       |
| (4 x 5 cm)      | n/a               | 49,0 × 36,7 mm   | 61,22 mm          |                                             |

(*) Označuje průměry tubusu snímacích elektronek, které byly standardní v 50. letech. Ohnisková vzdálenost normálního objektivu je zhruba 2/3 průměru televizní snímací elektronky.
(**) Toto je matematický výpočet, protože většina fotoaparátů je vybavena zoom objektivy.

## Kinematografie
V kinematografii je za normální považována ohnisková vzdálenost zhruba rovná dvojnásobku úhlopříčky obrazu projektovanému uvnitř kamery.
| Formát filmu           | Rozměry obrazu   | Úhlopříčka obrazu | Ohnisková vzdálenost normálního objektivu |
| ---------------------- | ---------------- | ----------------- | ----------------------------------------- |
| N-8                    | 3,68 × 4,88 mm   | 6,11 mm           | 12 - 15 mm                                |
| Single - 8 (FUJI)      | 4,22 × 6,24 mm   | 7,53 mm           | 15 - 17 mm                                |
| Super - 8              | 4,22 × 6,24 mm   | 7,53 mm           | 15 - 17 mm                                |
| 9.5 mm                 | 6,5 × 8,5 mm     | 61,61 mm          | 120 mm                                    |
| 16 mm, magnetický zvuk | 7,49 × 10,26 mm  | 12,70 mm          | 25 mm                                     |
| 16 mm, optický zvuk    |                  |                   |                                           |
| 35 mm                  | 18,00 × 24,00 mm | 30,00 mm          | 60 mm                                     |
| 35 mm, zvuk            | 16,03 × 22,05 mm | 40,53 mm          |                                           |
| 65 mm                  |                  |                   |                                           |
| 70 mm                  | 52,6 × 23,0 mm   | 57,41 mm          |                                           |